# Dengel Ber
Dengel Ber är en ort i Etiopien.   Den ligger i regionen Amhara, i den nordvästra delen av landet, 400 km nordväst om huvudstaden Addis Abeba. Dengel Ber ligger 1 815 meter över havet och antalet invånare är 2 439.
Terrängen runt Dengel Ber är platt åt sydost, men åt nordväst är den kuperad.  Trakten runt Dengel Ber är nära nog obefolkad, med mindre än två invånare per kvadratkilometer. Det finns inga andra samhällen i närheten. 